# 点 (数学)
数学における点（てん、英: point）の概念は、今日では非常に広範な意味を持つものとして扱われる。歴史的には、「点」というものは、古代ギリシアの幾何学者が想定したように、直線・平面・空間を形作る根元的な「構成要素」、「原子」となるべきものであり、直線、平面、空間は点からなる集合（点集合）ということになる。しかし、19世紀の終わりごろにゲオルク・カントールによる集合論の創始と、それに続く数多くの「数学的構造」の出現があって以降は、その文脈で「空間」と呼ぶことにした任意の集合における任意の元という意味で「点」という用語が用いられる（例えば、距離空間の点、位相空間の点、射影空間の点、など）。古代ギリシア人は「点」と「数」とを区別して扱ったが、それとは対照的に、この文脈では「数（実数）」は実数直線上の点であるという言い回しを用いることができる。
つまり数学者にとって最も一般の意味での「点」とは、集合が「空間」と捉えられかつ公理によって規定される特定の性質を備えているという状況さえあれば十分で、そのような「空間」の任意の元がすなわち「点」なのである。したがって、今日における術語「空間」は全体集合に、また術語「点」は元に、ほぼ同義である。考えている問題がもはや幾何学とは何の関係もないような場合でさえ、何らかの示唆的な期待によって「点」や「空間」という語が用いられている。

## ユークリッドの点
ユークリッド幾何学における点は大きさ、方向など位置以外のあらゆる特徴を持たない。
ユークリッドの公理や仮定では、一部の場合には点の存在が明らかだとする。
つまり例えば、1平面上の2直線が平行でなければ、その両線上に位置する1点が確実に存在する。
時にユークリッドはこの公理に沿わない事実があることを想定した。
例えば線上の点の順序についてや、時に有限個の点ではない点の存在についてである。
そのため、点に対する伝統的公理は全てが完全で決定的というわけではない。
ユークリッドの『原論』によれば、「位置をもち、部分を持たないものである」と定義されている。
また、公理からの演繹を重視する現代数学においては、「点とは何か」ということを直接に定義せず、単に幾何学的な集合（空間）の元のことであるとみなされる。
これは、点（または直線など）を実体のない無定義術語として導入しておいて、その性質として幾つかの公理を満たすことを要請するという立場である。
たとえば、ユークリッド幾何学とよばれる普通の幾何学が成立する空間（ユークリッド空間）では、点は
- 任意の一点から他の一点に対して直線（線分）を引くことができる。
- 任意の点を中心として任意の長さ（半径）で円を描くことができる。

などの公理（原論では公準）を満たす。
もちろん他の無定義述語や定義された述語に関する公理も含めてユークリッド幾何学が形成されるのである。
ユークリッド幾何学についての詳細はユークリッド原論などを参照されたい。

## 点の表記方法
文書などに点を記載する場合は、面積を持った塗りつぶされた円やXといった記号が使われる。また、平面上、空間上の座標を示す方法もある。